# Celeste Loots
Celeste Loots (* 5. September 1996 in Durbanville, Westkap) ist eine südafrikanische Schauspielerin.

## Leben
Loots wurde am 5. September 1996 in Durbanville in der City of Cape Town Metropolitan Municipality geboren. Sie spricht Englisch und Afrikaans. National größere Aufmerksamkeit erhielt sie 2020 durch ihre Rolle der Lily Williams im Fernsehfilm Home Affairs: A Christmas Tale. Im Folgejahr verkörperte sie dieselbe Rolle in der Fortsetzung Home Affairs: A Love Story erneut. Beide Filme wurden bei DStv ausgestrahlt. Mitte 2022 wurde bekannt, dass sie im Netflix Original One Piece die Rolle der Miss Kaya übernehmen wird. Tatsächlich verkörperte sie die Rolle der Miss Kaya in drei Episoden der ersten Staffel.

## Filmografie (Auswahl)
- 2020: Home Affairs: A Christmas Tale (Fernsehfilm)
- 2021: Home Affairs: A Love Story (Fernsehfilm)
- 2022: Sporadies Nomadies (Kurzfilm)
- 2023: One Piece (Fernsehserie, 3 Episoden)